# Scott Putski
Scott Putski, pseudonimo di James Scott Bednarski (Austin, Texas, 22 maggio 1966), è un ex wrestler statunitense, meglio conosciuto per essere il figlio della leggenda del wrestling polacco Ivan Putski. Lottò nella Global Wrestling Federation, nella World Wrestling Federation e nella World Championship Wrestling, negli anni ottanta e novanta.

## Carriera nel wrestling

### Inizi (1986–1991)
Dopo aver frequentato e giocato a football americano presso la Texas Christian University, Bednarski fu allenato al wrestling da suo padre Ivan e debuttò sul ring nel 1986 nella Texas All Star Wrestling, dove lottava in coppia con il genitore. Nel giugno 1988, apparve nella Jim Crockett Promotions. Nel maggio 1991 fece un provino per la World Wrestling Federation, ma fu scartato.

### Global Wrestling Federation (1991–1994)
A fine 1991 entrò nella Global Wrestling Federation di Dallas.
Il 20 marzo, Putski e Terry Simms conquistarono il GWF Tag Team Championship sconfiggendo Coast to Coast Connection ("Hollywood" John Tatum & "California Studd" Rod Price). Meno di un mese dopo, il 17 aprile, le cinture furono rese vacanti a seguito di un match tra Putski & Simms e i Goodfellows (Gary Young & Steven Dane). Il 1º maggio Young & Dane vinsero il rematch e divennero campioni indiscussi.
Il 29 maggio Putski sconfisse Johnny Mantell nella finale del torneo per l'assegnazione del North American Heavyweight Championship, il titolo di punta della federazione, che era stato reso vacante quando "Hot Stuff" Eddie Gilbert aveva lasciato la GWF per passare alla United States Wrestling Association. Putski rimase campione fino ad agosto.

### World Wrestling Federation (1993, 1994)
Putski apparve in WWF all'inizio del 1993, vincendo dei dark match il 4 e 5 gennaio, prima di sconfiggere Iron Mike Sharpe al Madison Square Garden nel corso di un house show svoltosi il 17 gennaio 1994. Quella sera stessa, prese anche parte al 30-man Royal Rumble match, resistendo sul ring per 12 minuti prima di essere eliminato da Headshrinker Fatu.

### Altre compagnie (1993-1995)
Dopo alcuni tour in Giappone e Messico (dove lottando come Konnan 2000 perse la maschera per mano di Rubén Púas Olivares l'8 maggio 1993), lottò nel circuito indipendente prima di prendersi una pausa dall'attività a partire dal 1996.

### Ritorno in WWF (1997)
Nel 1997 tornò nuovamente in WWF nella puntata del 12 maggio di Raw, dove sconfisse Leif Cassidy. Quindi ebbe un breve feud con Brian Christopher e lottò in coppia con suo padre Ivan per sconfiggere Christopher e suo padre, Jerry Lawler, il 14 luglio a Raw. Conclusa la rivalità, Putski riportò vittorie contro vari jobber, prima di essere sconfitto da Christopher per infortunio al pay-per-view Ground Zero: In Your House del 7 settembre. Putski lasciò la federazione poco tempo dopo.

### World Championship Wrestling (1998-1999)
Dopo un breve periodo di stop, entrò nella World Championship Wrestling esordendo il 4 maggio a Monday Nitro, dove lottò un match finito in pareggio con Kidman. Il 6 luglio a Nitro, sconfisse Scotty Riggs ottenendo la prima vittoria. Il 9 luglio, tuttavia, fu battuto in meno di 1 minuto dal World Heavyweight Champion Goldberg a Nitro e, un mese dopo, afidò senza successo il World Television Champion Chris Jericho. Putski fu inoltre sconfitto anche dal World Television Champion Rick Steiner il 5 maggio 1999 a Thunder. Mantenne un profilo basso nei mesi a venire, solitamente perdendo i suoi incontri, prima di lasciare la federazione alla fine del 1999.

### Ritiro (2001–2005)
Dopo una pausa durata due anni, il 12 dicembre 2001 debuttò nella Professional Championship Wrestling di Arlington, Texas. Nella compagnia fondò un tag team con Cedric Crain chiamato "Cowboys From Hell". Poco tempo dopo la loro formazione, i Cowboys conquistarono il Tag Team Championship. Il 26 luglio Putski & Crain persero le cinture contro Apocalypse & Tim Storm. Putski rimase nella PCW fino al 2005.

### Ritorno al wrestling e secondo ritiro (2013–2014)
Dopo otto anni di ritiro, Putski tornò sul ring nella National Wrestling Alliance per la loro compagnia affiliata Ark-La-Tex nelle zone di Arkansas, Louisiana e Texas. Il 30 giugno 2013 vinse il titolo NWA Ark-La-Tex Heavyweight Championship, sconfiggendo Killer McKenzie. Pochi mesi dopo decise di ritirarsi nuovamente dal ring.

## Titoli e riconoscimenti
- Continental Wrestling Alliance
  - CWA Heavyweight Championship (1)[4][5]
- Global Wrestling Federation
  - GWF North American Heavyweight Championship (1)[6]
  - GWF Tag Team Championship (1) – con Terry Sims[7]
  - GWF Texas Heavyweight Championship (1)[8]
- NWA Ark-La-Tex 
  - NWA Ark-La-Tex Heavyweight Championship (1)
- Professional Championship Wrestling
  - PCW Tag Team Championship (1) – con Cedric Crain[2]
- Pro Wrestling Illustrated
  - 67º nella lista dei migliori 500 wrestler singoli nei PWI 500 del 1995[9]
- United States Wrestling Federation (Texas)
  - USWF Texas Heavyweight Championship (1)[2][4]
  - USWF Light Heavyweight Championship (1)[4]
- Wrestle Association "R"
  - WAR World Six-Man Tag Team Championship (1) – con Bob Backlund e The Warlord[10]